# صنع في السعودية
صنع في السعودية هو برنامج وطني سعودي أطلقته هيئة تنمية الصادرات السعودية في 28 مارس 2021 بالشراكة مع المنظومة الصناعية في المملكة العربية السعودية، وهو مشروع وطني وأحد مبادرات برنامج تطوير الصناعة الوطنية والخدمات اللوجيستية بهدف تحويل السعودية إلى وجهة صناعية رائدة عالميا.
يعد البرنامج الأساس لتحقيق مستهدفات «رؤية السعودية 2030» الاقتصادية الرامية إلى تنويع مصادر الدخل للاقتصاد الوطني من خلال تحفيز الاستثمارات ضمن القطاع الصناعي في السعودية لترسيخ مكانة القطاع عالميا، وتمكين المنتج السعودي من المنافسة على المستوى المحلي والإقليمي والعالمي، مما يسهم في توجيه القوة الشرائية نحو المنتجات والخدمات المحلية، وصولا لإسهامات القطاع الخاص في الناتج المحلي الإجمالي إلى 65%، وتعزيز دوره في رفع نسبة صادرات المملكة غير النفطية من 16% إلى 50% من إجمالي الناتج المحلي غير النفطي، بحلول عام 2030.

## الأهداف
- الترويج المحلي والعالمي للمنتجات والخدمات الوطنية.[5]
- إستقطاب أفضل الشركات الوطنية للإنضمام والإستفادة من البرنامج.
- الوثوق في الإنتاج الوطني من قبل المستفيدين.
- القيام بلقاءات وورش عمل لخلق التفاعل بين بين الشركات الوطنية الأعضاء.
- عمل هوية موحدة لتعزيز جودة المنتجات والمنتجات الوطنية.
- العمل على زيادة الصادرات غير النفطية في أسواق التصديرذات الأولوية.
- لفت النظر إلى القطاع الصناعي السعودي للإستثمارالمحلي والأجنبي.[6]